# سام ك. هاريسون
سام ك. هاريسون (بالإنجليزية: Sam K. Harrison)‏ هو شخصية أعمال أمريكي، ولد في 12 ديسمبر 1908 في شيكاغو في الولايات المتحدة، وتوفي في 1994 في سان فرانسيسكو في الولايات المتحدة.